# Wola Gałęzowska
Wola Gałęzowska – wieś w Polsce, położona w województwie lubelskim, w powiecie lubelskim, w gminie Bychawa. We wsi ma źródła rzeka Gałęzówka.
| SIMC    | Nazwa   | Rodzaj    |
| ------- | ------- | --------- |
| 1020950 | Marynki | część wsi |

W latach 1975–1998 wieś administracyjnie należała do ówczesnego województwa lubelskiego.
Wieś stanowi sołectwo gminy Bychawa. Według Narodowego Spisu Powszechnego z roku 2011 wieś liczyła 589 mieszkańców.
Wieś jest siedzibą rzymskokatolickiej parafii św. Antoniego Padewskiego w Woli Gałęzowskiej. We wsi znajduje się kościół, szkoła podstawowa oraz dom dziecka. 
W XIX wieku właścicielami Woli Gałęzowskiej byli Przewłoccy. Zofia Przewłocka odegrała dużą rolę w życiu mieszkańców. Z uwagi na jej liczne zasługi od 2014 roku jest patronem tutejszej szkoły podstawowej.
W Woli Gałęzowskiej urodzili się:
- Ludwik Witold Paszkiewicz (1907–1940) – porucznik pilot Polskich Sił Powietrznych, as myśliwski
- Józef Przewłocki (1895–1962) – rotmistrz Wojska Polskiego, ziemianin

Według rejestru zabytków NID na listę zabytków wpisane są obiekty:
- park z alejami, pocz. XIX, nr rej.: A/712 z 31.05.1976.